# 白光干涉顯微鏡
白光干涉顯微鏡（英語：White light Interferenc microscope）是使用光干涉原理來展示物件的內部或表面的顯微鏡。
通過奈米垂直掃描器與干涉物鏡使解析度達到0.1奈米，因此應用於3D高精度量測。